# Long Road
〈Long Road〉(롱 로드)는 w-inds.의 열번째 싱글이다. 2003년 10월 29일 FLIGHT MASTER에서 발매하였다.

## 개요
오리콘 싱글 차트 1위를 기록하였으며, 윈즈로선 4번째이다.
윈즈 멤버 전원이 출연한 브르봉 《애플껌》의 CF곡으로 사용되었으며, 츄쿄TV의 심야 프로그램 《앵글러!NOW》에도 사용되었다.
또한 2003년 연말에 《NHK 홍백가합전》에 2년 연속으로 참가하였으며, 당시에 같이 2년 연속으로 참가하게 된 보아와 대결했었다.
초회한정반 특전
- w-inds. 오리지널 포켓 캘린더 (4종류 중 1종)

## 수록곡
1. Long Road
(작사 : shungo. / 작곡 : 마츠모토 료키 / 편곡 : 나카노 사다히로)
2. NEVER MIND
(작사 : shungo. / 작곡 : Remy / 편곡 : 나카니시 료스케)
3. Long Road (Instrumental)
(작곡 : 마츠모토 료키 / 편곡 : 나카노 사다히로)
4. NEVER MIND (Instrumental)
(작곡 : Remy / 편곡 : 나카니시 료스케)

## 차트 성적
- 최고순위 1위 (오리콘)